# Dom Sébastien, roi de Portugal
Dom Sébastien, roi de Portugal est un grand opéra français en cinq actes de Gaetano Donizetti. Eugène Scribe en écrivit le livret en se fondant sur la pièce Don Sébastien de Portugal de Paul Foucher (1838), fiction historique sur le roi Sébastien Ier de Portugal (1554-1578) et son expédition fatale de 1578 au Maroc. La première eut lieu le 13 novembre 1843 à l'Opéra Le Peletier à Paris. Ce fut le dernier opéra que Donizetti compléta avant de devenir fou par suite de la syphilis.
À l'époque, Donizetti essayait de composer un opéra capable de rivaliser avec les opéras historiques semblables d'Auber, d'Halévy et de Meyerbeer. Un critique qualifia Dom Sébastien de « funérailles en cinq actes ». Par contraste, Winton Dean a dit que l'opéra se caractérisait surtout par une « honnêteté dramatique sans compromis » en commentant les facettes dramatiques inhabituelles de l'œuvre. En 2005, Mary Ann Smart a publié une édition critique de l'opéra en français qui comprend en annexes des variantes et les adjonctions que Donizetti fit pour une production de l'opéra en allemand à Vienne en 1845,.

## Rôles
| Rôle | Voix          | Distribution à la première du 13 novembre 1843 |
| --- | ------------- | ---------------------------------------------- |
| Dom Sébastien, roi de Portugal | ténor         | Gilbert Duprez                                 |
| Dom Antonio, son oncle, régent du royaume en son absence | ténor         | Jean-Baptiste Octave                           |
| Juam de Sylva, grand inquisiteur | basse         | Nicolas-Prosper Levasseur                      |
| Le Camoëns, soldat et poète | baryton       | Paul Barroilhet                                |
| Dom Henrique, lieutenant de Dom Sébastien | basse         | Ferdinand Prévost (en)                         |
| Ben-Selim, gouverneur de Fez | basse         | Hippolyte Brémont                              |
| Abayaldos, chef des tribus arabes, fiancé de Zayda | baryton       | Eugène Massol                                  |
| Zayda, fille de Ben-Selim | mezzo-soprano | Rosine Stoltz                                  |
| Don Luis, envoyé d'Espagne | ténor         |                                                |
| Soldat (basse), premier inquisiteur (ténor), deuxième inquisiteur (ténor), troisième inquisiteur (basse)                                                         |               |                                                |
| Chœur : Seigneurs et dames de la cour de Portugal, soldats et matelots portugais, soldats et femmes arabes, membres de l'inquisition, hommes et femmes du peuple |               |                                                |

## Argument
Année : 1578
Lieux : Lisbonne, aux 1er, 3e, 4e et 5e actes, et le Maroc, au 2e.

### Acte I
Lisbonne
Le roi chrétien Dom Sébastien Ier laisse son oncle, Dom Antonio, diriger le Portugal pendant qu'il part en croisade contre les Arabes. L'entourage de Sébastien comprend le poète idéaliste Camoëns et la princesse nord-africaine Zayda, condamnée à mourir sur le bûcher pour avoir tenté de s'échapper de son couvent après sa conversion au christianisme (chœur des inquisiteurs : Céleste justice, tu veux leur supplice). Sauvée du bûcher par l'intervention de Sébastien (qui commue la peine du bûcher en exil auprès de son père Ben-Selim) Zayda fait l'éloge du roi (O mon Dieu ! Sur la terre) .

### Acte II
Fez, au Maroc
Les retrouvailles entre Zayda et Ben-Selim sont peu affectueuses : elle refuse d'épouser le chef arabe Abayaldos.
La plaine d'Alcazar-Quivir après la bataille
Abayaldos a dirigé les Arabes dans la bataille contre les forces de Sébastien, qui ont été exterminées pour la plus grande part. La vie de Sébastien, blessé, n'est sauvée que parce que son lieutenant, Dom Henrique, se présente à Abayaldos en prétendant être Sébastien, avant de mourir de ses blessures et parce que Zayda plaide pour qu'on épargne le chrétien (le vrai Sébastien) en échange de son consentement à épouser Abayaldos (d'autant plus que c'est un chrétien qui lui a sauvé la vie pendant qu'elle était captive au Portugal). Sébastien, anéanti, est abandonné sur le champ de bataille et se lamente (Seul sur la terre).

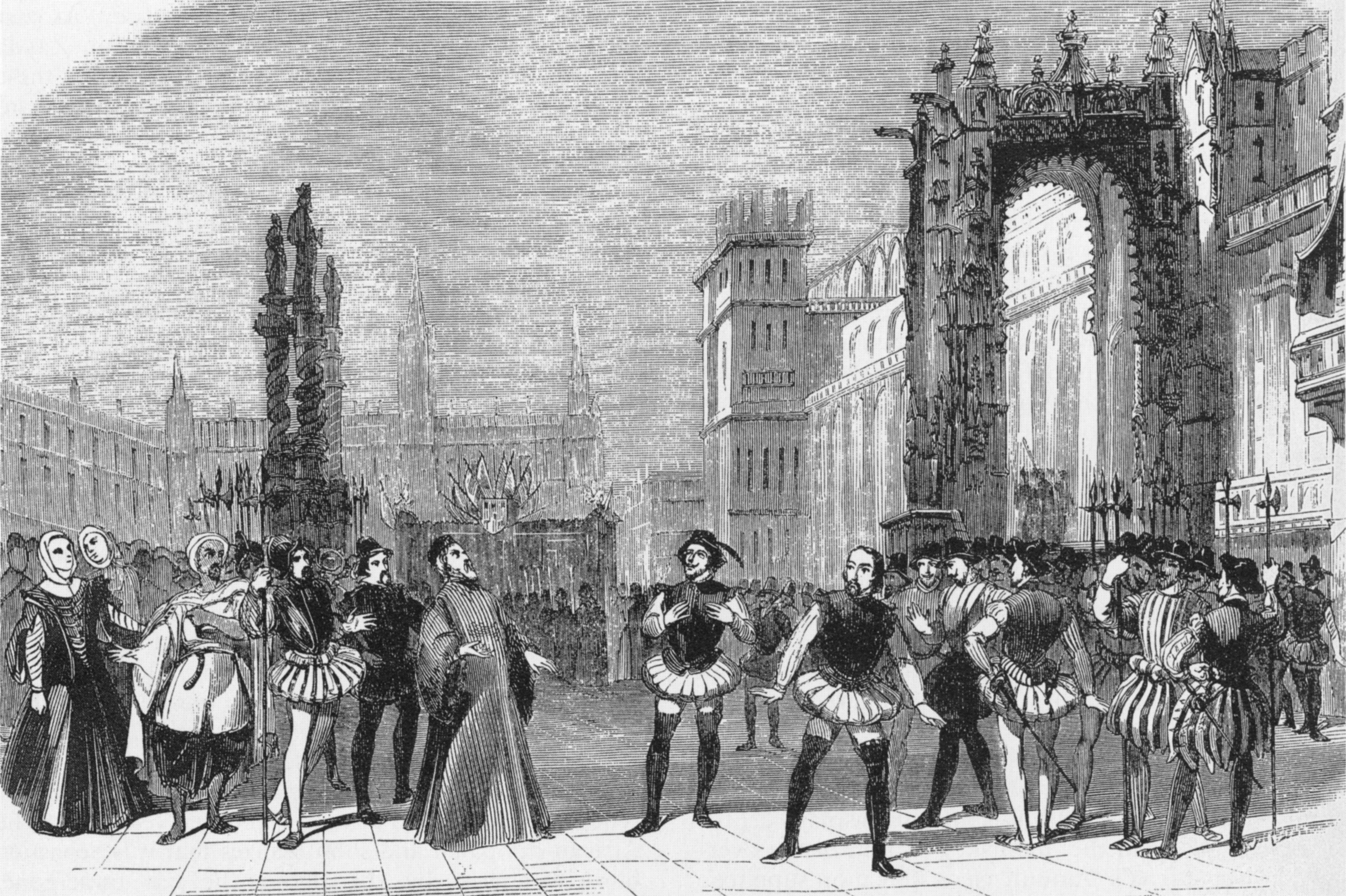
L'acte III dans la première production, au moment où le grand inquisiteur Dom Juan ordonne l'arrestation de Dom Sébastien (gravure de L'Illustration).

### Acte III
La principale place de Lisbonne
Le Camoëns a survécu à la bataille et est retourné à Lisbonne (Ô ma patrie !) . Il y apprend qu'Antonio, aidé par le grand inquisiteur espagnol Dom Juan de Sylva, a usurpé le trône. Le Camoëns retrouve Sébastien alors que passe un cortège funèbre, celui du roi supposé mort ( Requiem). Le Camoëns sème le trouble par son indignation, et Sébastien est reconnu par le peuple lorsqu'il intervient. Abayaldos, venu à Lisbonne rendre le corps du roi aux Portugais, reconnaît l'humble chrétien dont il a épargné la vie. Sébastien est emprisonné pour imposture par Dom Juan.

### Acte IV
Une salle de l'inquisition à Lisbonne
Au procès de Sébastien, Zayda prouve son amour pour lui en témoignant de la véritable identité du prisonnier et de la façon dont il a échappé à la mort. Abayaldos accuse Zayda d'adultère, et les inquisiteurs condamnent tant Sébastien que Zayda à mourir par le glaive et la flamme du bûcher.

### Acte V
La cour de Lisbonne
Sébastien et Zayda, enfermés ensemble dans une tour qui domine la mer, vivent quelques jours de bonheur avant leur exécution. Soucieux de légitimer son marché avec l'Espagne, Antonio offre d'épargner la vie de Sébastien si Zayda convainc ce dernier de signer le document officiel de cession du Portugal à l'Espagne. Sébastien, après un premier refus, signe. Libre mais désemparée, Zayda s'élance pour aller se noyer.
Une tour attenant aux prisons de l'Inquisition
Sébastian rattrape Zayda au sommet de la tour. Ils voient arriver le Camoëns dans une embarcation : il essaie de les sauver. Sébastien et Zayda descendent l'échelle de corde qui mène à la liberté, mais sont découverts à mi-chemin ; les poursuivants coupent l'échelle, et le couple tombe dans la mer et s'y noie. Le Camoëns est tué. A la tombée du rideau, la flotte espagnole paraît à l'horizon. Le Portugal a perdu son indépendance.

## Enregistrements
| Année | Distribution (Zayda, Dom Sébastien, Camoëns, Juam de Silva)                    | Chef d'orchestre, Maison d'opéra et orchestre                                                                                        | Label                                      |
| ----- | ------------------------------------------------------------------------------ | --- | ------------------------------------------ |
| 1984  | Klára Takács, Richard Leech, Lajos Miller, Sergei Koptchak                     | Eve Queler, Opera Orchestra of New York et Schola Cantorum of New York (enregistrement du concert donné au Carnegie Hall le 23 mars) | CD audio : Legato Classics Cat : LCD 190-2 |
| 1998  | Monica Minarelli, Robert Woroniecki, Ettore Kim, Randall Jakobsh               | Elio Boncompagni, Sinfonie Orchester Aachen et Aachener Städische Theater Chorus                                                     | CD audio : Kicco Classic Cat : KCO18CD-1/2 |
| 2005  | Vesselina Kasarova, Giuseppe Filianoti, Carmelo Corrado-Caruso, Alastair Miles | Mark Elder, Orchestre et chœur du Royal Opera House, Covent Garden                                                                   | CD audio : Opera Rara Cat : ORC 33         |